# Paul di Resta
Paul di Resta (* 16. April 1986 in Uphall, West Lothian, Schottland) ist ein britischer Automobilrennfahrer.
Di Resta gewann 2006 die Formel-3-Euroserie. Von 2007 bis 2010 war er in der DTM für mehrere Teams von Mercedes-Benz aktiv. 2010 gewann er mit HWA die Gesamtwertung. Von 2011 bis 2013 fuhr di Resta für Force India in der Formel 1. Seine beste Gesamtplatzierung in dieser Serie war der zwölfte Rang 2013. Seit 2014 tritt di Resta für HWA in der DTM an.
Di Resta ist der Cousin der Rennfahrer Dario und Marino Franchitti.

## Karriere

### Anfänge im Motorsport (1994–2006)
Di Resta begann seine Motorsportkarriere 1994 im Kartsport, in dem er bis 2002 aktiv war. Zudem gab er 2002 sein Formelsport-Debüt in der Wintermeisterschaft der britischen Formel Renault und wurde Zwölfter. 2003 trat di Resta in der britischen Formel Renault an und belegte mit einem Sieg den siebten Gesamtrang. 2004 bestritt er seine zweite Saison in dieser Serie für das britische Team Manor Motorsport. Er entschied vier Rennen für sich und verbesserte sich in der Gesamtwertung auf den dritten Platz. Außerdem gewann di Resta 2004 den McLaren Autosport BRDC Award.
2005 wechselte di Resta in die Formel-3-Euroserie und blieb bei Manor Motorsport. Er erzielte eine Podest-Platzierung und belegte am Saisonende den zehnten Gesamtrang. Seinem Teamkollegen Lucas di Grassi, der Dritter wurde, war er dabei unterlegen. 2006 bestritt di Resta seine zweite Saison in der Formel-3-Euroserie. Er wechselte zum Meisterteam ASM Formule 3, das im Vorjahr mit Lewis Hamilton den Meistertitel gewonnen hatte. Di Resta gewann fünf Rennen und sicherte sich damit den Meistertitel. Sein größter Rivale war sein Teamkollege Sebastian Vettel, der schließlich Vizemeister wurde. Außerdem gewann di Resta das Formel-3-Masters in Zandvoort.

### DTM (2007–2010)

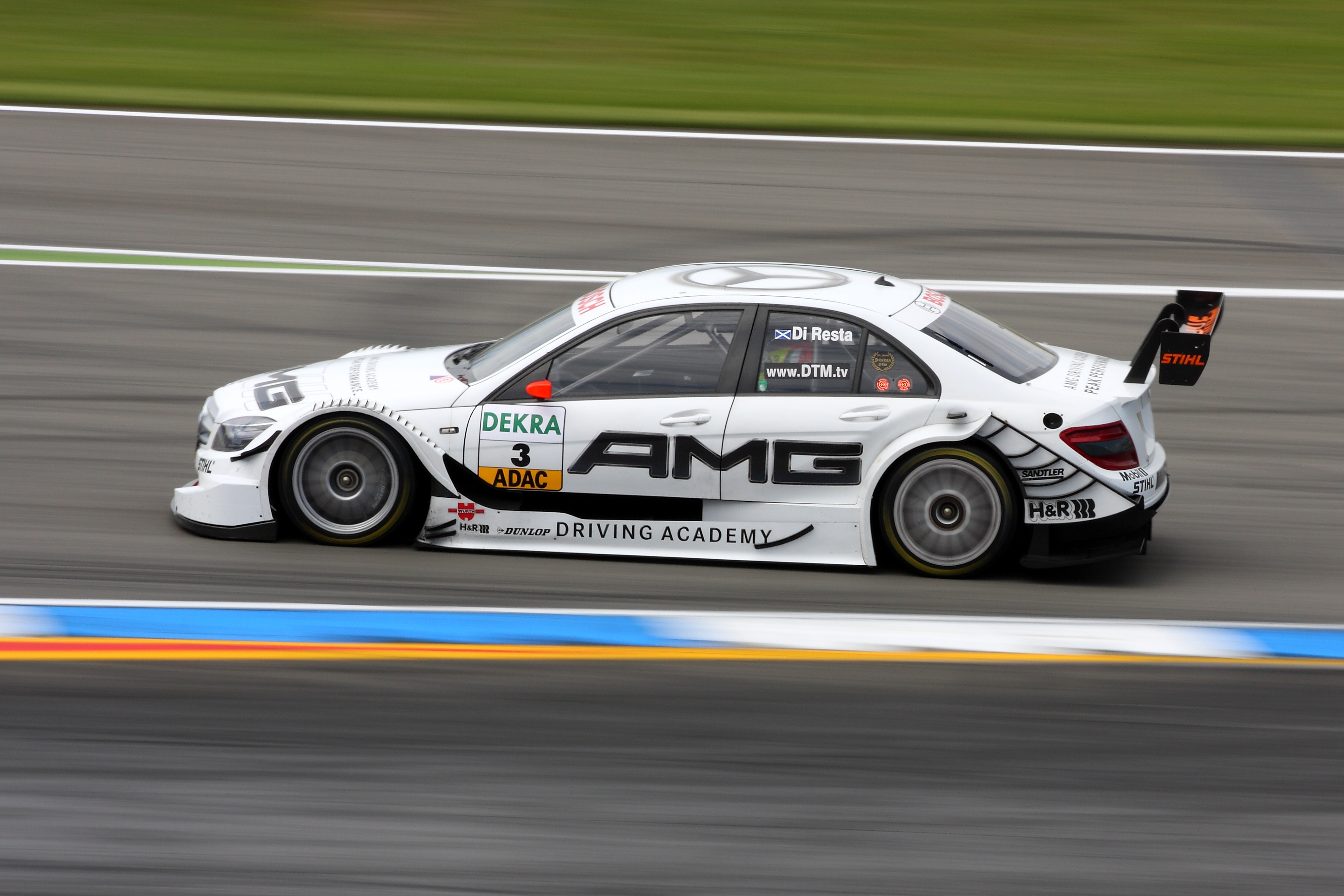
Paul di Resta beim Saison-Auftakt 2009 auf dem Hockenheimring

Für die Saison 2007 wurde er von Mercedes-Benz für das Team Persson Motorsport für die DTM verpflichtet und erhielt eine zwei Jahre alte Version der AMG-Mercedes C-Klasse. Er schrieb DTM-Geschichte, indem er als erster Fahrer in einem sogenannten „Jahreswagen“ die Gesamtwertung anführte. Am Ende seiner ersten DTM-Saison wurde er, noch vor dem bis dato amtierenden Meister Bernd Schneider, der ein aktuelles Mercedes-Modell fuhr, Fünfter in der Gesamtwertung. In seiner ersten Saison schaffte di Resta vier Podest-Platzierungen, ein Sieg blieb ihm allerdings verwehrt.
Dank seiner guten Leistungen erhielt di Resta in der Saison 2008 eine aktuelle Version der AMG-Mercedes C-Klasse beim Team HWA. Im vierten Rennen auf dem EuroSpeedway Lausitz gelang ihm sein erster DTM-Sieg und er stellte zudem den DTM-Rundenrekord auf dieser Strecke ein. Mit einem weiteren Sieg in Barcelona und weiteren fünf zweiten Plätzen musste sich di Resta am Saisonende nur dem Audi-Piloten Timo Scheider geschlagen geben. 2009 blieb di Resta bei HWA und bestritt seine dritte DTM-Saison. Es gelang ihm am Saisonanfang nicht, an die Erfolge des Vorjahres anzuknüpfen. Nachdem er ein Rennen in Brands Hatch gewonnen hatte, erzielte er weitere zwei Podest-Plätze und belegte schließlich den dritten Gesamtrang.

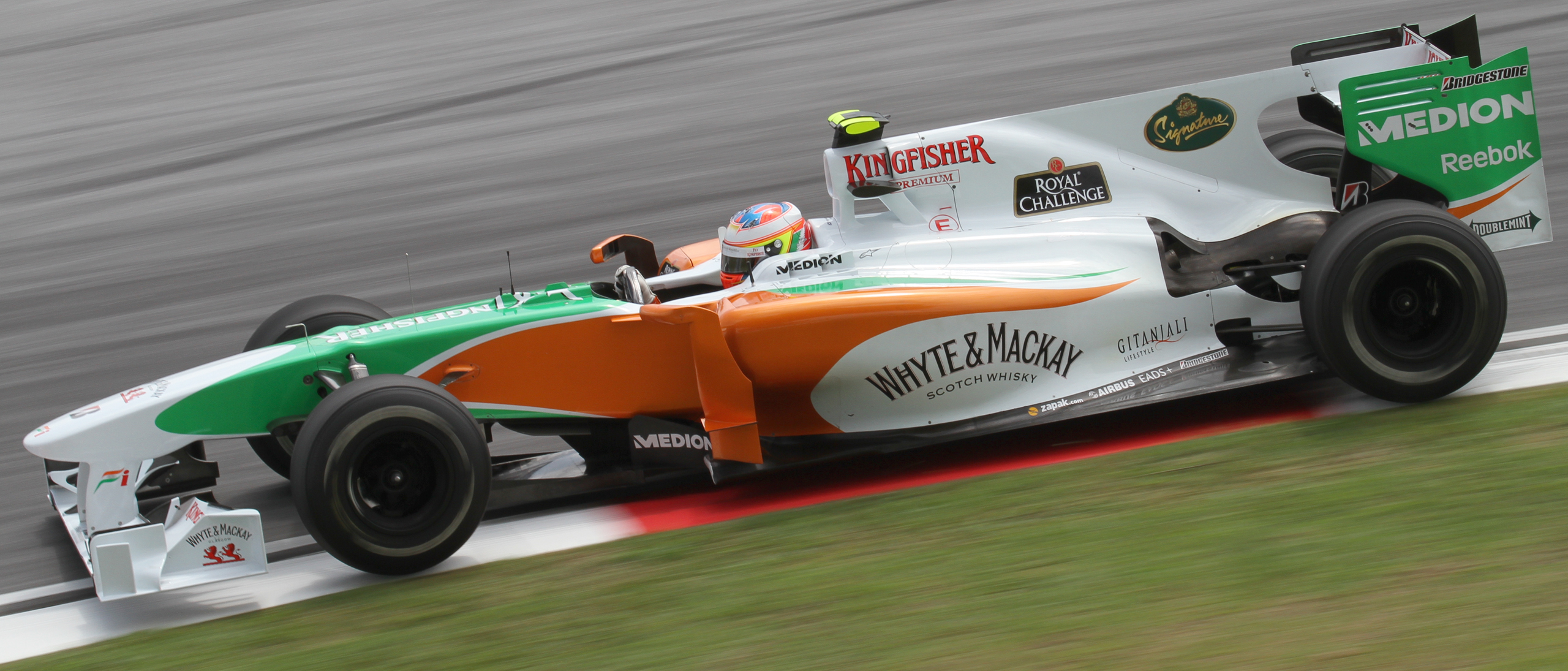
Beim Großen Preis von Malaysia 2010 durfte di Resta für Force India am ersten freien Training teilnehmen

Nachdem er Ende 2009 für Force India an offiziellen Formel-1-Testfahrten teilgenommen hatte, wurde er im Februar 2010 von Force India als Testfahrer für die Saison 2010 unter Vertrag genommen. In dieser Funktion nahm di Resta für sein Team an acht Freitagstrainings im Rahmen der Formel-1-Rennwochenenden teil. Sein Debüt gab er beim Großen Preis von Australien. Parallel zu seinem Testfahrer-Engagement blieb di Resta bei HWA in der DTM und bestritt 2010 seine vierte Saison. Nachdem er sich zunächst mit drei zweiten Plätzen zufriedengeben musste, erzielte er bei seinem Heimrennen in Brands Hatch seinen ersten Saisonsieg und gewann mit weiteren Siegen in Oschersleben und Hockenheim drei Rennen in Folge. Beim Saisonfinale in Shanghai reichte ihm ein zweiter Platz um die Meisterschaft vor seinen Teamkollegen Gary Paffett und Bruno Spengler für sich zu entscheiden.

### Formel 1 (2011–2013)

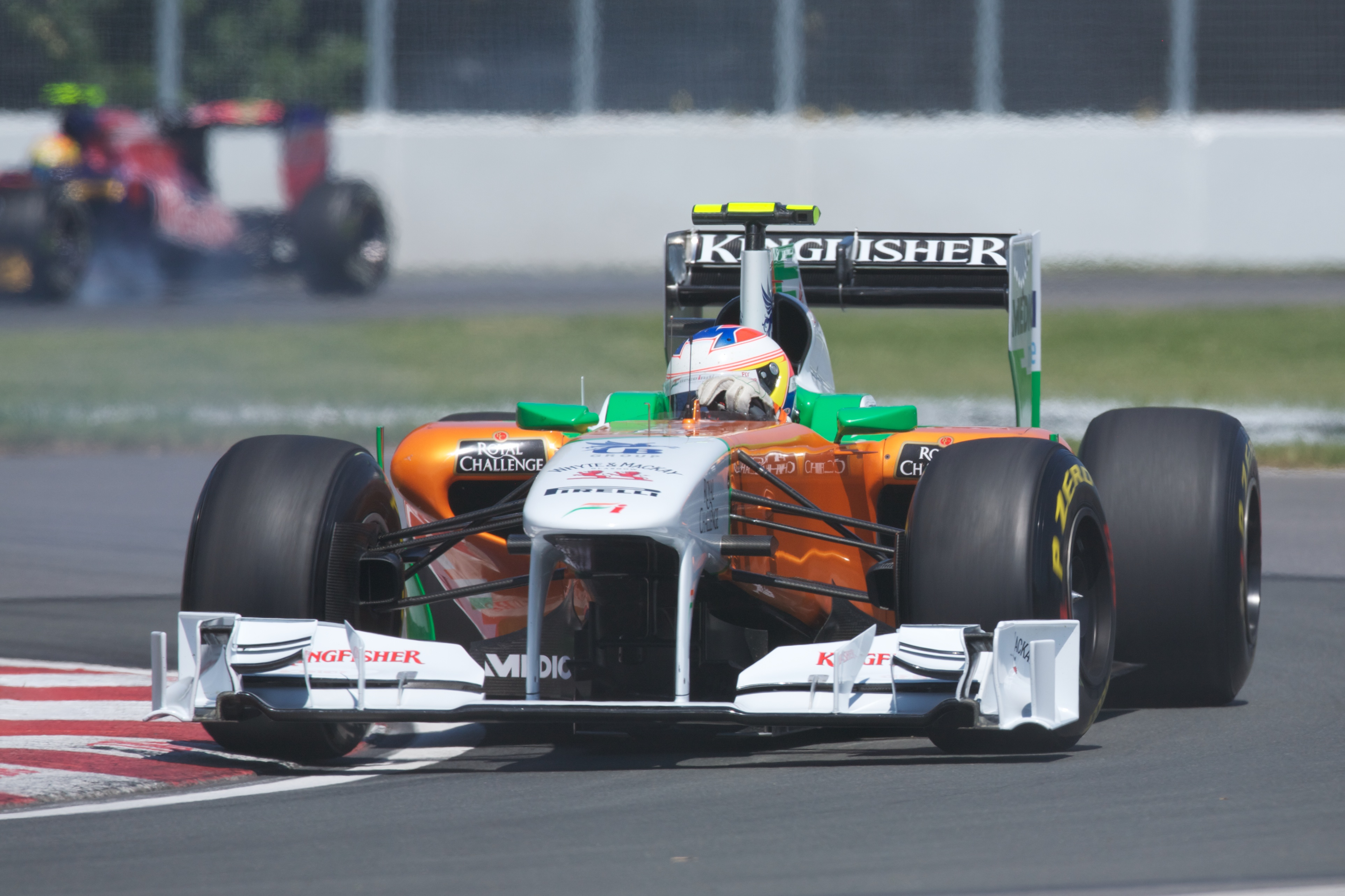
Di Resta im Force India beim Großen Preis von Kanada 2011

2011 verließ di Resta die DTM und wechselte als Stammpilot in die Formel 1. Bei Force India absolvierte er an der Seite von Adrian Sutil seine erste Formel-1-Saison. Bei den ersten beiden Rennen kam er jeweils auf dem zehnten Platz, für den es einen Punkt gab, ins Ziel. Nach zwei weiteren Punkteplatzierungen erzielte er beim Großen Preis von Singapur als Sechster seine bis dahin beste Platzierung. Er beendete die Saison als bester Neuling auf dem 13. Platz in der Fahrerwertung und unterlag Sutil intern mit 27 zu 42 Punkten. Di Resta war in der Saison 2011 der Pilot, der mit 1105 von 1133 möglichen Runden die meisten Runden absolviert hatte.
2012 blieb di Resta bei Force India und bestritt seine zweite Formel-1-Saison. Mit Nico Hülkenberg erhielt er einen neuen Teamkollegen. Di Resta kam bei neun von zwanzig Rennen in den Punkterängen ins Ziel. Beim Großen Preis von Singapur erzielte er mit einem vierten Platz sein bestes Saisonergebnis, das seine bis dahin beste Platzierung in der Formel 1 war. Di Resta wurde 14. in der Fahrerwertung und unterlag teamintern Hülkenberg mit 46 zu 63 Punkten.
2013 stand di Resta abermals bei Force India unter Vertrag. Mit einem achten Platz in Australien startete er in die Saison. Beim Großen Preis von Bahrain lag di Resta lange Zeit auf einer der ersten drei Positionen. Er kam schließlich auf dem vierten Platz ins Ziel. Es war seine beste Platzierung in der Saison. Di Resta beendete die Weltmeisterschaft als Zwölfter. Mit 48 zu 29 Punkten setzte er sich intern gegen Sutil durch. Nach der Saison verlor di Resta sein Cockpit bei Force India.

### DTM (2014–2019)

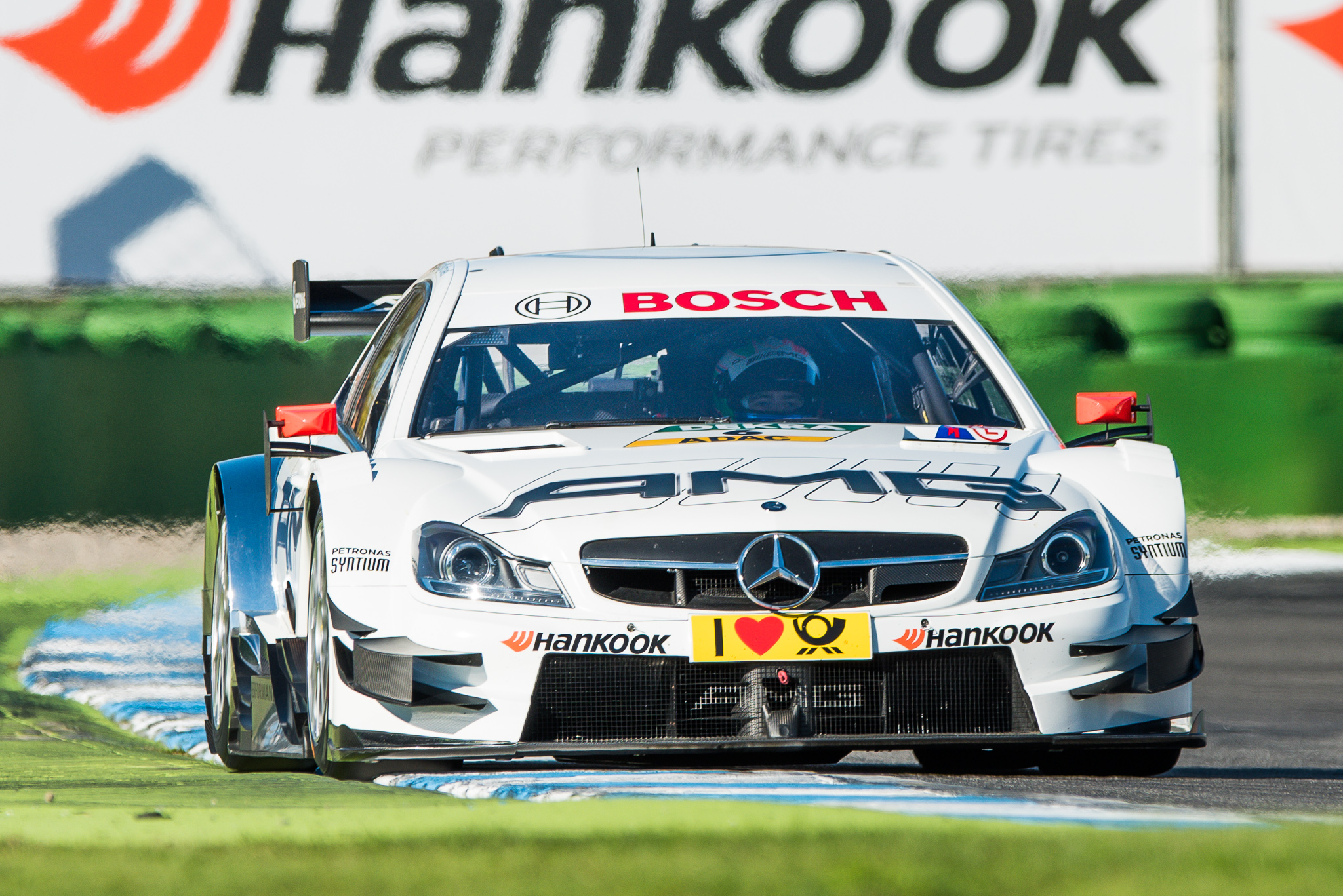
Paul di Resta in der DTM in Hockenheim 2014

Di Resta kehrte 2014 in die DTM zurück. Er erhielt ein Cockpit beim Mercedes-Team HWA. Drei vierte Plätze waren seine besten Ergebnisse. Er wurde 15. in der Fahrerwertung. 2015 blieb di Resta bei HWA in der DTM. Er wählte die 3 als seine Startnummer. Beim ersten Rennwochenende in Hockenheim erzielte er mit einem dritten Platz seine erste DTM-Podest-Platzierung nach seiner Rückkehr. Im weiteren Verlauf der Saison stand er noch zweimal auf dem Podium. Er verbesserte sich auf den achten Platz der Fahrerwertung und war hinter dem Meister Pascal Wehrlein zweitbester Mercedes-Pilot.
2016 bestritt di Resta eine weitere DTM-Saison für HWA. Er gewann beim ersten Rennwochenende in Hockenheim ein Rennen. Im Verlauf der Saison erreichte er drei weitere Podest-Platzierungen. Er wurde erneut – diesmal hinter Robert Wickens – zweitbester Mercedes-Fahrer und schloss die Saison auf dem fünften Platz ab.
2017 blieb di Resta in der DTM. Darüber hinaus war er in der Formel-1-Weltmeisterschaft 2017 Ersatzfahrer bei Williams. In dieser Funktion nahm er am Großen Preis von Ungarn als Vertretung für den erkrankten Felipe Massa teil.
2018 trat di Resta abermals für HWA in der DTM an. Mit drei Siegen und drei weiteren Podest-Platzierungen schloss di Resta die Saison auf dem dritten Gesamtrang ab und wurde damit – nach Gary Paffett, der die Meisterschaft gewann – zweitbester Mercedes-Pilot. Mit dem Rückzug von HWA und Mercedes aus der DTM endete auch di Restas dortiges Engagement.
2019 wechselte di Resta innerhalb der DTM zu R-Motorsport, wo er eines der vier Fahrzeuge von DTM-Neueinsteiger Aston Martin pilotiert.
Mit dem Rückzug von R-Motorsport vor Beginn der DTM-Saison 2020 endete auch di Restas Zeit in der Serie.

## Statistik

### Karrierestationen
| - 1994–2002: Kartsport - 2002: Britische Formel Renault, Wintermeisterschaft (Platz 12) - 2003: Britische Formel Renault (Platz 7) - 2004: Britische Formel Renault (Platz 3) - 2005: Formel-3-Euroserie (Platz 10) - 2006: Formel-3-Euroserie (Meister) - 2007: DTM (Platz 5) - 2008: DTM (Platz 2) | - 2009: DTM (Platz 3) - 2009: Formel 1 (Testfahrer) - 2010: DTM (Meister) - 2010: Formel 1 (Testfahrer) - 2011: Formel 1 (Platz 13) - 2012: Formel 1 (Platz 14) - 2013: Formel 1 (Platz 12) - 2014: DTM (Platz 15) | - 2015: DTM (Platz 8) - 2016: DTM (Platz 5) - 2016: Formel 1 (Testfahrer) - 2017: DTM (Platz 11) - 2017: Formel 1 - 2018: DTM (Platz 3) - 2018/19: Asian Le Mans Series, LMP2 (Meister) - 2019: DTM |

### Statistik in der Formel-1-Weltmeisterschaft
Diese Statistik umfasst alle Teilnahmen des Fahrers an der Formel-1-Weltmeisterschaft.

#### Gesamtübersicht
Stand: Saisonende 2017
| Saison | Team                       | Chassis           | Motor                 | Rennen | Siege | Zweiter | Dritter | Poles | schn. Rennrunden | Punkte | WM-Pos. |
| ------ | -------------------------- | ----------------- | --------------------- | ------ | ----- | ------- | ------- | ----- | ---------------- | ------ | ------- |
| 2011   | Force India F1 Team        | Force India VJM04 | Mercedes-Benz 2.4 V8  | 19     | –     | –       | –       | –     | –                | 27     | 13.     |
| 2012   | Sahara Force India F1 Team | Force India VJM05 | Mercedes-Benz 2.4 V8  | 20     | –     | –       | –       | –     | –                | 46     | 14.     |
| 2013   | Sahara Force India F1 Team | Force India VJM06 | Mercedes-Benz 2.4 V8  | 19     | −     | −       | −       | −     | −                | 48     | 12.     |
| 2017   | Williams Martini Racing    | Williams FW40     | Mercedes 1.6 V6 Turbo | 1      | −     | −       | −       | −     | −                | 0      | −       |
| Gesamt | Gesamt                     | Gesamt            | Gesamt                | 59     | –     | –       | –       | –     | –                | 121    |         |

#### Einzelergebnisse
| Saison | 1   | 2  | 3   | 4  | 5  | 6   | 7  | 8   | 9   | 10  | 11  | 12  | 13  | 14 | 15 | 16 | 17 | 18 | 19  | 20 |
| ------ | --- | -- | --- | -- | -- | --- | -- | --- | --- | --- | --- | --- | --- | -- | -- | -- | -- | -- | --- | -- |
| 2011   |     |    |     |    |    |     |    |     |     |     |     |     |     |    |    |    |    |    |     |    |
| 10     | 10  | 11 | DNF | 12 | 12 | 18* | 14 | 15  | 13  | 7   | 11  | 8   | 6   | 12 | 10 | 13 | 9  | 8  |     |    |
| 2012   |     |    |     |    |    |     |    |     |     |     |     |     |     |    |    |    |    |    |     |    |
| 10     | 7   | 12 | 6   | 14 | 7  | 11  | 7  | DNF | 11  | 12  | 10  | 8   | 4   | 12 | 12 | 12 | 9  | 15 | 19* |    |
| 2013   |     |    |     |    |    |     |    |     |     |     |     |     |     |    |    |    |    |    |     |    |
| 8      | DNF | 8  | 4   | 7  | 9  | 7   | 9  | 11  | 18* | DNF | DNF | 20* | DNF | 11 | 8  | 6  | 15 | 11 |     |    |
| 2017   |     |    |     |    |    |     |    |     |     |     |     |     |     |    |    |    |    |    |     |    |
|        |     |    |     |    |    |     |    |     |     | DNF |     |     |     |    |    |    |    |    |     |    |

### Le-Mans-Ergebnisse
| Jahr | Team                  | Fahrzeug         | Teamkollege   | Teamkollege        | Platzierung            | Ausfallgrund |
| ---- | --------------------- | ---------------- | ------------- | ------------------ | ---------------------- | ------------ |
| 2018 | United Autosports     | Ligier JS P217   | Philip Hanson | Filipe Albuquerque | Ausfall                | Unfall       |
| 2019 | United Autosports     | Ligier JS P217   | Philip Hanson | Filipe Albuquerque | Rang 9                 |              |
| 2020 | United Autosports     | Oreca 07         | Philip Hanson | Filipe Albuquerque | Rang 5 und Klassensieg |              |
| 2021 | United Autosports     | Oreca 07         | Alex Lynn     | Wayne Boyd         | Rang 9                 |              |
| 2023 | Peugeot TotalEnergies | Peugeot 9X8      | Mikkel Jensen | Jean-Éric Vergne   | Rang 8                 |              |
| 2024 | Peugeot TotalEnergies | Peugeot 9X8 2024 | Loïc Duval    | Stoffel Vandoorne  | Rang 11                |              |
| 2025 | Peugeot TotalEnergies | Peugeot 9X8 2024 | Mikkel Jensen | Jean-Éric Vergne   | Rang 16                |              |

### Sebring-Ergebnisse
| Jahr | Team                  | Fahrzeug       | Teamkollege  | Teamkollege   | Platzierung | Ausfallgrund |
| ---- | --------------------- | -------------- | ------------ | ------------- | ----------- | ------------ |
| 2018 | United Autosports     | Ligier JS P217 | Alex Brundle | Philip Hanson | Rang 5      |              |
| 2024 | United Autosports USA | Oreca 07       | Bijoy Garg   | Dan Goldburg  | Rang 12     |              |
| 2025 | United Autosports USA | Oreca 07       | Rasmus Lindh | Dan Goldburg  | Rang 18     |              |

### Einzelergebnisse in der FIA-Langstrecken-Weltmeisterschaft
| Saison  | Team                            | Rennwagen                    | 1   | 2   | 3   | 4   | 5   | 6   | 7   | 8   |
| ------- | ------------------------------- | ---------------------------- | --- | --- | --- | --- | --- | --- | --- | --- |
| 2018/19 | United Autosports               | Ligier JS P217               | SPA | LEM | SIL | FUJ | SHA | SEB | SPA | LEM |
| 2018/19 | United Autosports               | Ligier JS P217               |     | DNF |     |     |     |     |     | 9   |
| 2019/20 | United Autosports               | Oreca 07                     | SIL | FUJ | SHA | BAH | AUS | SPA | LEM | BAH |
| 2019/20 | United Autosports               | Oreca 07                     | DNF | 6   | 8   | 4   | 4   | 4   | 5   | 6   |
| 2021    | United Autosports               | Oreca 07                     | SPA | POR | MON | LEM | BAH | BAH |     |     |
| 2021    | United Autosports               | Oreca 07                     |     | 6   |     | 9   |     |     |     |     |
| 2022    | United Autosports Peugeot Sport | Oreca 07 Peugeot 9X8         | SEB | SPA | LEM | MON | FUJ | BAH |     |     |
| 2022    | United Autosports Peugeot Sport | Oreca 07 Peugeot 9X8         | 4   |     |     | DNF | 4   | DNF |     |     |
| 2023    | Peugeot Sport                   | Peugeot 9X8                  | SEB | POR | SPA | LEM | MON | FUJ | BAH |     |
| 2023    | Peugeot Sport                   | Peugeot 9X8                  | 31  | 7   | 14  | 8   | 3   | 8   | 9   |     |
| 2024    | Peugeot Sport                   | Peugeot 9X8 Peugeot 9X8 2024 | KAT | IMO | SPA | LEM | SAO | AUS | FUJ | BAH |
| 2024    | Peugeot Sport                   | Peugeot 9X8 Peugeot 9X8 2024 | 15  | 15  | 14  | 11  | 16  | DNF | 8   | DNF |
| 2025    | Peugeot Sport                   | Peugeot 9X8 2024             | KAT | IMO | SPA | LEM | SAO | AUS | FUJ | BAH |
| 2025    | Peugeot Sport                   | Peugeot 9X8 2024             | 9   | 9   | 11  | 16  | 7   |     |     |     |

### Einzelergebnisse in der DTM
| Saison | Team               | Hersteller | 1   | 2   | 3   | 4   | 5   | 6   | 7   | 8   | 9   | 10  | 11  | 12  | 13  | 14  | 15  | 16  | 17  | 18  | 19  | 20  | Punkte | Rang |
| ------ | ------------------ | ---------- | --- | --- | --- | --- | --- | --- | --- | --- | --- | --- | --- | --- | --- | --- | --- | --- | --- | --- | --- | --- | ------ | ---- |
| 2007   | Persson Motorsport | Mercedes   | HO1 | OSC | LAU | BRH | NOR | MUG | ZAN | NÜR | BAR | HO2 |     |     |     |     |     |     |     |     |     |     | 32     | 5.   |
| 2007   | Persson Motorsport | Mercedes   | 5   | 2   | 2   | DNF | 15  | 3   | 14  | 6   | 3   | 8   |     |     |     |     |     |     |     |     |     |     | 32     | 5.   |
| 2008   | HWA AG             | Mercedes   | HO1 | OSC | MUG | LAU | NOR | ZAN | NÜR | BRH | BAR | LEM | HO2 |     |     |     |     |     |     |     |     |     | 71     | 2.   |
| 2008   | HWA AG             | Mercedes   | 13  | 4   | 2   | 1   | 5   | 7   | 2   | 2   | 1   | 2   | 2   |     |     |     |     |     |     |     |     |     | 71     | 2.   |
| 2009   | HWA AG             | Mercedes   | HO1 | LAU | NOR | ZAN | OSC | NÜR | BRH | BAR | DIJ | HO2 |     |     |     |     |     |     |     |     |     |     | 45     | 3.   |
| 2009   | HWA AG             | Mercedes   | 5   | 4   | 7   | 6   | 4   | DNF | 1   | 7   | 2   | 3   |     |     |     |     |     |     |     |     |     |     | 45     | 3.   |
| 2010   | HWA AG             | Mercedes   | HO1 | VAL | LAU | NOR | NÜR | ZAN | BRH | OSC | HO2 | ADR | SHA |     |     |     |     |     |     |     |     |     | 71     | 1.   |
| 2010   | HWA AG             | Mercedes   | 4   | 5   | 2   | 10  | 2   | 2   | 1   | 1   | 1   | 9   | 2   |     |     |     |     |     |     |     |     |     | 71     | 1.   |
| 2014   | HWA AG             | Mercedes   | HO1 | OSC | HUN | NOR | MOS | SPI | NÜR | LAU | ZAN | HO2 |     |     |     |     |     |     |     |     |     |     | 36     | 15.  |
| 2014   | HWA AG             | Mercedes   | 14  | 4   | 18  | 15  | DNF | 18  | 4   | DNF | DNF | 4   |     |     |     |     |     |     |     |     |     |     | 36     | 15.  |
| 2015   | HWA AG             | Mercedes   | HO1 | HO1 | LAU | LAU | NOR | NOR | ZAN | ZAN | SPI | SPI | MOS | MOS | OSC | OSC | NÜR | NÜR | HO2 | HO2 |     |     | 90     | 8.   |
| 2015   | HWA AG             | Mercedes   | 3   | 22  | 14  | 15  | DNF | 6   | DNF | 14  | 3   | 9   | 14  | 15  | 13  | 6   | 12  | 2   | 4   | 4   |     |     | 90     | 8.   |
| 2016   | HWA AG             | Mercedes   | HO1 | HO1 | SPI | SPI | LAU | LAU | NOR | NOR | ZAN | ZAN | MOS | MOS | NÜR | NÜR | HUN | HUN | HO2 | HO2 |     |     | 116    | 5.   |
| 2016   | HWA AG             | Mercedes   | 4   | 1   | 7   | 15  | 13  | 21* | 3   | 4   | 15  | 8   | 2   | 20  | 6   | DNF | DNF | 13  | 10  | 3   |     |     | 116    | 5.   |
| 2017   | HWA AG             | Mercedes   | HO1 | HO1 | LAU | LAU | HUN | HUN | NOR | NOR | MOS | MOS | ZAN | ZAN | NÜR | NÜR | SPI | SPI | HO2 | HO2 |     |     | 99     | 11.  |
| 2017   | HWA AG             | Mercedes   | 8   | 6   | 16  | 13  | 1   | 6   | 11  | 6   | 14  | DSQ | 7   | DNF | 2   | 2   | 11  | 9   | 14  | 16  |     |     | 99     | 11.  |
| 2018   | HWA AG             | Mercedes   | HO1 | HO1 | LAU | LAU | HUN | HUN | NOR | NOR | ZAN | ZAN | BRH | BRH | MIS | MIS | NÜR | NÜR | SPI | SPI | HO2 | HO2 | 233    | 3.   |
| 2018   | HWA AG             | Mercedes   | 7   | 9   | 6   | 4   | 1   | 5   | 4   | 6   | 2   | 3   | 16  | 1   | 1   | 6   | 18  | 2   | 4   | 4   | 8   | 14  | 233    | 3.   |

| Legende  | Legende            | Legende                                                          |
| Farbe    | Abkürzung          | Bedeutung                                                        |
| -------- | ------------------ | ---------------------------------------------------------------- |
| Gold     | –                  | Sieg                                                             |
| Silber   | –                  | 2. Platz                                                         |
| Bronze   | –                  | 3. Platz                                                         |
| Grün     | –                  | Platzierung in den Punkten                                       |
| Blau     | –                  | Klassifiziert außerhalb der Punkteränge                          |
| Violett  | DNF                | Rennen nicht beendet (did not finish)                            |
| Violett  | NC                 | nicht klassifiziert (not classified)                             |
| Rot      | DNQ                | nicht qualifiziert (did not qualify)                             |
| Rot      | DNPQ               | in Vorqualifikation gescheitert (did not pre-qualify)            |
| Schwarz  | DSQ                | disqualifiziert (disqualified)                                   |
| Weiß     | DNS                | nicht am Start (did not start)                                   |
| Weiß     | WD                 | zurückgezogen (withdrawn)                                        |
| Hellblau | PO                 | nur am Training teilgenommen (practiced only)                    |
| Hellblau | TD                 | Freitags-Testfahrer (test driver)                                |
| ohne     | DNP                | nicht am Training teilgenommen (did not practice)                |
| ohne     | INJ                | verletzt oder krank (injured)                                    |
| ohne     | EX                 | ausgeschlossen (excluded)                                        |
| ohne     | DNA                | nicht erschienen (did not arrive)                                |
| ohne     | C                  | Rennen abgesagt (cancelled)                                      |
| ohne     | keine WM-Teilnahme |                                                                  |
| sonstige | P/fett             | Pole-Position                                                    |
| sonstige | 1/2/3/4/5/6/7/8    | Punktplatzierung im Sprint-/Qualifikationsrennen                 |
| sonstige | SR/kursiv          | Schnellste Rennrunde                                             |
| sonstige | *                  | nicht im Ziel, aufgrund der zurückgelegten Distanz aber gewertet |
| sonstige | ()                 | Streichresultate                                                 |
| sonstige | unterstrichen      | Führender in der Gesamtwertung                                   |